# Phonorhynchoides carinostylis
Phonorhynchoides carinostylis är en plattmaskart som beskrevs av Ax och Armonies 1987. Phonorhynchoides carinostylis ingår i släktet Phonorhynchoides och familjen Polycystididae. Inga underarter finns listade i Catalogue of Life.